# Louis Potier de Lille
Louis Potier de Lille est un imprimeur et libraire, né en 1750 et actif sous la Révolution française. Il partage un moment, avec Louise-Félicité de Keralio, le projet de mettre en œuvre une imprimerie et une librairie communes. La Justification des comédien françois qu'il publie en 1790 porte la mention « De l'imprimerie de L. Potier de Lille, rue Favart, n°5 »

## Œuvres textuelles
| Œuvre | Édition   | Nom                                       | LPdL libraire |
| --- | --------- | ----------------------------------------- | ------------- |
| Pétition à la Convention nationale par Félix-Michel Robin, fondé de pouvoirs de Marie Cazot veuve Bedet... | 1794      | Félix-Michel Robin                        | oui           |
| Pétition adressée à la Convention nationale, par la citoyenne Couvert. [Signé : Favre.] | 1794      | De Favre et al.                           | oui           |
| Aux président et électeurs de Paris. Arrêtés des assemblées générales & comité permanent des sections du Mail & de 1792. Pétition de cette dernière au corps électoral, & observations des paroissiens de Saint-Augustin.                                                                        | 1793      | -                                         | oui           |
| Société des amis de la liberté et de l'égalité. Opinion de Georges Couthon, député du département du Puy-de-Dôme, sur le jugement de Louis Capet | 1793      | Georges Couthon                           | oui           |
| Observations sur le projet de décret présenté à la Convention nationale, le 15 du présent, par le rapporteur des comités des Finances & d'Instruction publique, relativement aux écoles militaires                                                                                               | 1793      | Claude-Ambroise Regnier                   | oui           |
| Arrêtés des assemblées générales & comité permament des sections du Mail & de 1792. Pétition de cette dernière au corps électoral, & observations des paroissiens de Saint-Augustin | 1793      | -                                         | oui           |
| Société des amis de la liberté et de l'égalité. Discours contre la défense de Louis Capet, dernier roi des François | 1793      | Jean-Louis Carra                          | oui           |
| Sociêté des amis de la liberte et de l'egalite. Séante aux ci-devant Jacobins St.-Honoré, à Paris. Discours de Billaud-Varenne, député à la Convention nationale, sur les événemens du mois de septembre dernier, prononcé dans la séance du 20 février 1793, l'an II de la République françoise | 1793      | Jacques Nicolas Billaud-Varenne           | oui           |
| Société des amis de la liberté et de l'égalité. Second discours de Maximilien Robespierre, sur le jugement de Louis Capet ; prononcé à la Convention nationale, le 28 décembre, l'an premier de la République                                                                                    | 1793      | Maximilien de Robespierre                 | oui           |
| Convention nationale. Acte constitutionnel précédé de la Déclaration des droits de l'homme et du citoyen | 1793      | -                                         | oui           |
| Page, commissaire de Saint-Domingue, à Paul Alliot, maire de Levroux | 1792      | Pierre-François Page                      | oui           |
| Dubois Crancé, député des Ardennes, de l'Isère, du Var & des Bouches-du-Rhône, a ses commettans | 1792      | Edmond-Louis-Alexis Dubois de Crancé      | oui           |
| Discours de Camille Desmoulins, député de Paris a la Convention. Sur le décret du bannissement de la famille ci-devant d'Orléans, & sur la question, si l'Assemblée nationale pouvoit exclure, de son sein, Philippe Égalité, représentant du peuple                                             | 1792      | Camille Desmoulins                        | oui           |
| Bouquet donné le premier mai 1791, à tous les bons patriotes françois, par un véritable ami de la liberté | 1791      | Mary                                      | oui           |
| Adresse présentée a l'Assemblée nationale, par la majorité des sections de Paris | 1791      | -                                         | oui           |
| Question des hommes de couleur, libres, ajournée à mercredi prochain 11 mai 1791 | 1791      | François-Joseph de Pons                   | non           |
| Réponses aux objections contre le rétablissement de Pondichéry, présentées a MM. de l'Assemblée nationale | 1791      | Louis Monneron                            | oui           |
| Observations importantes sur les colonies françoises de l'Amérique | 1791      | Guillaume-François de Mahy de Cormeré     | non           |
| Annonce des preuves & explications que le citoyen Desparbès se propose de fournir contre ses accusateurs, sur les faits, les préventions & les interprétations | 1791      | Jean-Jacques d'Esparbès                   | oui           |
| Opinion sur les colonies | 1791      | Yves Cormier                              | oui           |
| Lettre de M. Louis Monneron, député des Indes orientales, sur le décret du 15 mai 1791, en faveur des hommes libres de couleur | 1791      | Louis Monneron                            | oui           |
| Informations, prétendues pièces de conviction, interrogatoires, procédures et jugemens, sur le | 1791      | -                                         | oui           |
| Réflexions sur le premier article additionnel inséré à la suite du projet de loi sur les contrefaçons, à présenter par M. Hell, député à l'Assemblée nationale | 1791      | Franc Hell                                | oui           |
| Adresse à l'Assemblée nationale, par les anciens employés des receveurs généraux des finances, supprimés | 1791      | -                                         | oui           |
| Courte réponse aux Réflexions de M. Burke sur la Révolution de France | 1791      | Edmund Burke                              | oui           |
| Opinion de M. Louis Monneron, député des Indes orientales, sur le projet de décret, présenté par M. Barnave, au nom des comités réunis de Constitution, de Marine, des Colonies, d'Agriculture & de commerce, sur les hommes libres de couleur                                                   | 1791      | Louis Monneron                            | oui           |
| Réponse de :M.: +monsieur+ Dalairac, a MM. les directeurs de spectacles, réclamans contre deux décrets de l'Assemblée nationale de 1789 ; lue au Comité d'instruction publique, le 26 décembre 1791                                                                                              | 1791      | Nicolas Dalayrac                          | oui           |
| Question des hommes de couleur, libres, ajournée à mercredi prochain 11 mai 1791 | 1791      | François-Joseph de Pons                   | non           |
| Projet de décret sur les hypothèques | 1791      | Louis-Pierre-Joseph Prugnon               | oui           |
| Tarif des droits du nouveau Bureau d'hypothèque | 1791      | Louis-Pierre-Joseph Prugnon               | oui           |
| Adresse a l'Assemblée nationale, pour les agens-de-change de Paris | 1791      | -                                         | oui           |
| Des noirs et des blancs, ainsi que de quelques effets résultant du mélange des races dans l'espèce humaine | 1791      | -                                         | non           |
| Lettre de Mr D. Ch[evali]er de Saint-Louis a Mr L. Monneron, député des Indes orientales , en réponse à sa lettre du premier septembre, sur le décret du 15 mai, relatif aux gens de couleur | 1791      | -                                         | non           |
| Réflexions sur une lettre écrite le 16 mai, par le sieur Peynier, à l'Assemblée générale de la partie française de Saint-Domingue, séante à Saint-Marc | 1791      | Louis Constantin d'Augy                   | non           |
| Mémoire pour le sieur Troté, légataire universel de la dame Delage, sa sœur, défendeur ; contre les sieurs Jean Harmand Delage, Guillaume Delage, Joseph Delage, & Gabriel Delage, héritier du sieurs Delage, leur frère, demandeurs                                                             | 1791      | Richard de Bury et al.                    | oui           |
| Adresse a l'Assemblée nationale, sur les billets patriotiques & les billets de sections, qui circulent à Paris & dans les campagnes | 1791      | Pierre-Jean-Jacques Bacon-Tacon           | oui           |
| Journal des douanes nationales | 1791      | -                                         | oui           |
| Observations nécessaires sur la partie du mémoire du premier ministre des Finances relative aux subsides qu'exige le déficit de 1790 ; et sur la convenance d'une prompte émission d'assignats-monnoie                                                                                           | 1790      | -                                         | oui           |
| Avis au peuple artésien | 1790      | Maximilien de Robespierre                 | oui           |
| Couplets chantés à la fête donnée aux députés, le :19 juillet 1790: +dix-neuf juillet mille sept cent quatre-vingt dix+ , l'an deuxième de la liberté | 1790      | -                                         | oui           |
| Opinion de M. d'Allarde, sur le projet de créer 2 milliards d'assignats-monnoie | 1790      | Pierre Gilbert Leroy d'Allarde            | oui           |
| Observations impartiales d'un amateur des arts | 1790      | -                                         | oui           |
| Observations nécessaires sur la partie du mémoire du premier ministre des Finances, relative aux subsides qu'exige le déficit de 1790 ; et sur la convenance d'une prompte émission d'assignats-monnoie                                                                                          | 1790      | -                                         | oui           |
| Extrait des registres de l'assemblée générale de la section de la Bibliothèque, tenue en l'église des Filles Saint-Thomas | 1790      | -                                         | oui           |
| Réponse à l'adresse de M. Collard au bataillon de Saint-Germain-l'Auxerrois. (par d'Arblay et Bazoncourt, 26 mai 1790.) | 1790      | Alexandre d'Arblay et al.                 | oui           |
| Adresse présentée à l'assemblée générale de la municipalité de Paris, par les Comédiens franc̜ois ordinaires du roi | 1790      | -                                         | oui           |
| Mémoires historiques, critiques et politiques de la révolution de France, avec toutes les opérations de l'Assemblée nationale | 1790      | Nicolas-Jean Hugou de Bassville           | oui           |
| Mémoire remis au Comité militaire, le 11 novembre 1790, par André-Claude Chamborant, lieutenant-général des armées du Roi | 1790      | André Claude Chamborant                   | oui           |
| Des assignats-monnoie | 1790      | -                                         | oui           |
| Lettre de M. de Robespierre a M. de Beaumets | 1790      | Maximilien de Robespierre                 | oui           |
| Correspondance générale des départemens de France | 1790-1791 | -                                         | non           |
| Prospectus. Preuves de la nécessité d'une seule loi | 1790      | -                                         | oui           |
| Les Monumens, ou le Pélerinage historique | 1790-1791 | -                                         | oui           |
| Extrait de l'Ami des loix, lacéré en 1775, dédié en 1790 à l'Assemblée nationale | 1790      | Jacques-Claude Martin de Mariveaux        | oui           |
| Discours sur la rareté des espèces à Paris, prononcé dans l'assemblée générale des représentans | 1790      | Pierre-Hubert Charpentier                 | oui           |
| M. Lamiral, réfuté par lui-même, ou Réponse aux opinions de cet auteur, sur l'abolition de la traite des Noirs | 1790      | François Xavier Lanthenas                 | oui           |
| Hercule et Omphale, pantomine en trois actes | 1790      | Nicolas-Médard Audinot                    | oui           |
| Lettre de M. Louis Monneron, député des Indes orientales, a messieurs les habitans des Isles-de-France & de Bourbon, actuellement à Paris | 1790      | Louis Monneron                            | oui           |
| Second mémoire, pour M. Francklin [sic], l'un des députés des créanciers hypothécaires anglois des habitans de Tabago | 1790      | -                                         | oui           |
| Mémoires historiques, critiques et politiques de la révolution de France, avec toutes les opérations de l'Assemblée nationale | 1790      | Nicolas-Jean Hugou de Bassville           | oui           |
| Adresse a l'Assemblée nationale, pour l'abolition de la traite des noirs | 1790      | Jacques-Pierre Brissot de Warville et al. | oui           |
| Réponse de M. Louis Monneron, député de Pondichery, a l'adresse de quelques habitans des isles de France et de Bourbon, a l'Assemblée nationale | 1790      | Louis Monneron                            | oui           |
| Opinion de M. d'Allarde, sur la première émission de quatre cent millions, d'assignats | 1790      | Pierre Gilbert Leroy d'Allarde            | oui           |
| Réponse de M. de Robespierre, membre de l'Assemblée nationale, a une lettre de M. Lambert, contrôleur général des finances | 1790      | Maximilien de Robespierre                 | oui           |
| A l'Assemblée nationale | 1790      | Ami du peuple                             | oui           |
| Suite des raisons de M. Bacon ; electeur du département de Paris, et des injures de M. Carra, secrétaire du cardinal de Rohan & de M. Lenoir | 1790      | Pierre-Jean-Jacques Bacon-Tacon           | oui           |
| Sur la dernière réplique de J. P. Brissot | 1790      | Stanislas de Clermont-Tonnerre            | oui           |
| Couplets patriotiques, chantés à l'hôtel de Richelieu, le jour de la Fête des Fédérés | 1790      | -                                         | oui           |
| Lettre de M. Loyseau, auteur du Journal de constitution & de législation ; a M. Bergasse, député de la sénéchaussée de Lyon à l'Assemblée nationale | 1790      | Jean-René Loyseau                         | oui           |
| Recherches et considérations sur l'impôt, ou Nouveau régime d'impositions proportionnelles aux besoins de l'État | 1790      | Guillaume-François de Mahy de Cormeré     | oui           |
| Avis aux citoyens françois | 1790      | -                                         | oui           |
| Journal philodémocratique | 1790-1790 | -                                         | oui           |
| Assignats | 1790      | -                                         | oui           |
| Manifeste de la province de Flandre | 1789      | J F Rohaert                               | oui           |
| [Recueil de pièces imprimées concernant les Traités entre France et Espagne, 1761-1786, le budget de la Marine 1789-1790, les colonies françaises, Saint Domingue, l'esclavage 1790] | 1789      | Pierre Samuel du Pont de Nemours et al.   | non           |
| Justification des Comédiens François... | 1790      | -                                         | -             |